# Achinoam (żona Saula)
Achinoam (z hebr. brat wdzięku) – ur. 1040 p.n.e., zm. 1010 p.n.e.,  postać historyczna i biblijna ze Starego Testamentu, córka Achimaasa, żona Saula.